# Alymphocytose
 (mars 2010).
Si vous disposez d'ouvrages ou d'articles de référence ou si vous connaissez des sites web de qualité traitant du thème abordé ici, merci de compléter l'article en donnant les références utiles à sa vérifiabilité et en les liant à la section « Notes et références ».
L'alymphocytose est une maladie héréditaire rare (1 naissance sur 75 000). 
Elle se manifeste par des infections diverses et répétitives touchant différent organes (la peau, les intestins, l'appareil respiratoire). Il s'agit d'infections liées à la présence de virus, de bactéries ou de mycoses. En l'absence de traitements, ces infections entrainent souvent la mort au bout de 6 mois à un an.